# Décret de Canope

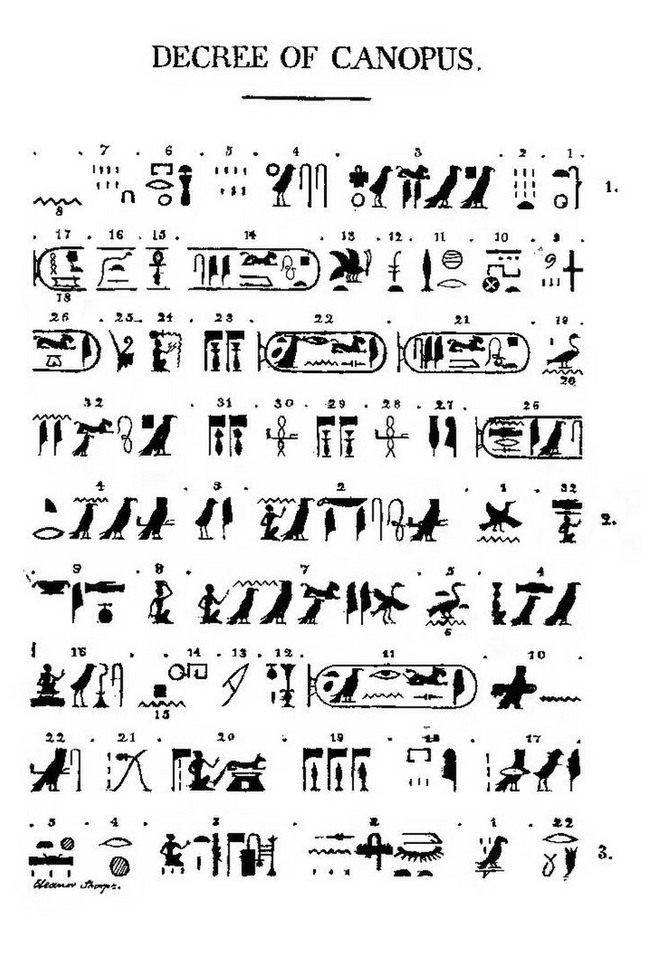

Le décret de Canope, inscription sur une stèle, la pierre de Canope, est un décret édicté par l'assemblée des prêtres égyptiens réunis à Canope, ville près d'Alexandrie en l'an 9 du règne du pharaon Ptolémée III Évergète en 238 av. J.-C., lors de l'inauguration d'une fête en l'honneur de la reine Bérénice II.

## Contenu
L'inscription concerne divers sujets comme la famine, les campagnes militaires, la religion et l'organisation de l'État à l'époque ptolémaïque, en particulier, l'instauration d'un calendrier solaire, le plus vieux connu de l'Égypte antique, comprenant 365¼ jours par an.
Le décret relatif aux décisions prises durant cette réunion a été gravé sous forme de texte en trois écritures (hiéroglyphe, démotique et grec) sur de grandes stèles dressées sur le parvis des temples égyptiens.
Vu que ces stèles devaient être installées dans les temples, les égyptologues présument que le nombre total de ces stèles est d'environ quatorze, dont la pierre de Rosette, la stèle dans le temple de Philæ, et la stèle de Damanhour sont des exemples déjà connus et étudiés par les chercheurs. Ainsi, en 2004, une grande stèle portant précisément une copie du décret de Canope a été mise au jour dans les ruines du grand temple de Bastet à Bubastis. Les égyptologues pensent donc qu'il est encore possible dans l'avenir d'en découvrir certaines autres manquantes.

## Réforme du calendrier
Le texte comporte notamment une réforme du calendrier de l'Égypte antique. Tous les quatre ans, un sixième jour épagomène sera ajouté.
Cette réforme du calendrier par Ptolémée échoua à cause de l'opposition des prêtres égyptiens, mais fut finalement instaurée officiellement en Égypte par Auguste en -26/-25, sous le nom de calendrier d'Alexandrie, le sixième jour épagomène étant pour la première fois le 29 août 22 av. J.-C..
Jules César avait pour sa part instauré un calendrier solaire avec une année moyenne de 365¼ jours à Rome en 45 av. J.-C. : le calendrier julien.